# Thomas G. Buchanan
Thomas Gittings Buchanan (* 14. März 1919 in Baltimore, Maryland; † 1988 in Paris) war ein US-amerikanischer Journalist und Buchautor.

## Leben
Buchanan wuchs in Baltimore und Paris auf.  Später studierte an der Yale University, verließ diese aber nach einem Jahr aus Protest gegen die Entlassung eines Professors. Anschließend studierte er an der George Washington University in Washington, D.C., bis er dort ein Angebot des Washington Evening Star erhielt, einer Tageszeitung, bei der er in den folgenden Jahr als Journalist tätig war.
Ab 1942 kämpfte er als Soldat im Zweiten Weltkrieg und nahm 1944 an der Landung der alliierten Truppen in der Normandie teil. Nach dem Ende des Krieges blieb er bis 1946 in Frankreich. Anschließend kehrte er in die USA zurück und arbeitete weiterhin für den Washington Evening Star. 
1948 wurde er wegen seiner Mitgliedschaft in der Kommunistischen Partei entlassen. 1956 trat er aus der Partei aus.
Wegen seiner politischen Gesinnung fand er in den USA kaum noch Arbeit, war jedoch weiterhin als Korrespondent für mehr als 20 Zeitungen in Europa und Asien tätig, bis er 1961 nach Frankreich übersiedelte, wo er hauptberuflich als Computer-Ingenieur (Programmierer) arbeitete.
Ein großer schriftstellerischer Erfolg wurde sein erster Roman The Unicorn, der 1959 zuerst in Frankreich erschien, danach auch in den USA, Kanada und Deutschland. Das Werk stand auf der Bestsellerliste der New York Times als eines der besten Bücher des Jahres 1960.
Nach dem Attentat auf John F. Kennedy schrieb er mehrere Artikel, in denen er die offizielle Darstellung kritisierte und zahlreiche Widersprüche benannte. Sie erschienen in der französischen Wochenzeitschrift L’Express, die ihm daraufhin den Auftrag erteilte, nach Dallas zu reisen, um dort vor Ort weiter zu recherchieren. 1964 erschien dann sein vielbeachtetes Buch über den Kennedy-Mord, das maßgeblich für andere frühe Kritiker der Warren-Kommission wurde und in 20 Sprachen übersetzt wurde. Buchanans Auffassungen teilten – mehr oder weniger – Edward Jay Epstein, Sylvan Fox, Joachim Joesten, Penn Jones Jr., Mark Lane, Sylvia Meagher, Léo Sauvage und Harold Weisberg, die kurz darauf gleichfalls Bücher über das Attentat publizierten.
Infolge des Freedom of Information Act konnte Buchanan ab Mitte der 1970er Jahre seine Akte einsehen, die das FBI über ihn angelegt hatte und veröffentlichte darüber 1984 ein Buch.

## Publikationen (Auswahl)
- La licorne, Paris 1959 – Englische Ausgabe unter dem Titel The Unicorn, 1960 – Deutsche Übersetzung von Grete Weil unter dem Titel Das Einhorn, Wiesbaden: Limes-Verlag 1963
- Who Killed Kennedy?, London: Secker & Warburg 1964 – Deutsche Übersetzung unter dem Titel Das Rätsel von Dallas oder Auf den Spuren der Mörder, Reinbek bei Hamburg: Rowohlt 1964
- mit Jean-Pierre Carasso, Big Brother – Ma vie revue et corrigée par le F.B.I., Paris: Editions du Seuil 1984